# La battaglia del Sinai
La battaglia del Sinai (Hamisha Yamim B'Sinai) è un film di guerra del 1969 diretto da Maurizio Lucidi ed interpretato da Franco Giornelli, Assi Dayan e Daniele Dublino.

## Trama
Nel 1967, durante la guerra dei sei giorni otto soldati israeliani e due infermiere ausiliarie vengono inviati in missione nel Sinai per prendere il controllo di una postazione missilistica egiziana, 
ma devono affrontare un contrattacco mortale.